# Application des peines
L'application des peines regroupe l'ensemble des décisions qui ont des effets sur les modalités et la durée de l'exécution d'une peine, que ce soit une peine privative de liberté ou exécutée en milieu ouvert (dite restrictive de liberté).

## Milieu ouvert
C'est une terminologie utilisée par les praticiens de la probation et qui vise l'espace extérieur à celui de la privation de liberté.

## Aménagement de peine
Terminologie française qui vise le suivi des personnes qui exécutent leur peine en milieu ouvert. Dans les textes du Conseil de l'Europe cette terminologie est remplacée par le mot « probation » qui renvoie à l'action des agents de probation, mais aussi aux obligations et aux mesures de contrôle que le condamné est tenu de suivre.

## Textes internationaux
- Déclaration universelle des droits de l'homme des Nations unies du 10 décembre 1948.
- Pacte international relatif aux droits civils et politiques du 16 décembre 1966.
- Convention de sauvegarde des droits de l'homme et des libertés fondamentales du 4 novembre 1950.
- Décision cadre de l'Union européenne 2008-947 qui oblige les États à reconnaître les décisions en matière de probation des autres États.

## Droitfrançais
Les lois sont nombreuses et sont sans cesse en mutation car elles visent un sujet sociétal sensible.

### Constitution de 1958
Articles 34 et 37.

### Code de procédure pénale
- Article préliminaire
- Articles 707 à 763-9
- Articles D. 48 à D. 544-5

Citons par exemple les lois « récidive » I, II, et III :
- Loi n° 2005-1549 du 12 décembre 2005 relative au traitement de la récidive
- Loi n° 2008-174 du 25 février 2008 relative à la rétention de sûreté et à la déclaration d'irresponsabilité pénale pour cause de trouble mental
- Loi n° 2010-242 du 10 mars 2010 tendant à amoindrir le risque de récidive criminelle et portant diverses dispositions de procédure pénale

### Code pénal
- Articles 131-10 à 132-57.

## Jurisprudence
- CEDH 28 juin 1984, Campbell et fell c/ Royaume-Uni
- CEDH 15 juil. 2001, Ezeh et Connors c/ Royaume-Uni
- CEDH, Gde Ch., 9 oct. 2003, Ezeh et Connors c/ Royaume-Uni
- CE 17 février 1995 Marie
- TC 22 fév. 1960, Dame Fargeaud d'Epied
- Crim. 20 juin 2001, no 01-81-313

## Organisation
(Consulter les articles dédiés au juge de l'application des peines, à l'administration pénitentiaire française et au ministère public.)